# Svarttjärnarna (Mora socken, Dalarna)
Svarttjärnarna är en sjö i Mora kommun i Dalarna och ingår i Dalälvens huvudavrinningsområde.